# Gerhard Kroschewski
Gerhard Kroschewski (* 16. Februar 1956 in Kassel) ist ein ehemaliger deutscher Ruderer.

## Biografie
Gerhard Kroschewski gewann beim Deutschen Meisterschaftsrudern 1975 die Bronzemedaille im Einer. Bei den Olympischen Sommerspielen 1976 in Montreal wurde er zusammen mit Peter Becker Fünfter in der Regatta mit dem Doppelzweier. Im gleichen Jahr konnte das Duo zusammen die Deutsche Meisterschaft in dieser Bootsklasse sowie im Doppelvierer gewinnen.